# Lacon bipectinatus
Lacon bipectinatus là một loài bọ cánh cứng trong họ Elateridae. Loài này được Reise miêu tả khoa học năm 1989.